# Pentacora sphacelata
Pentacora sphacelata är en insektsart som först beskrevs av Philip Reese Uhler 1877.  Pentacora sphacelata ingår i släktet Pentacora och familjen strandskinnbaggar. Inga underarter finns listade i Catalogue of Life.